# Italienisches Liederbuch

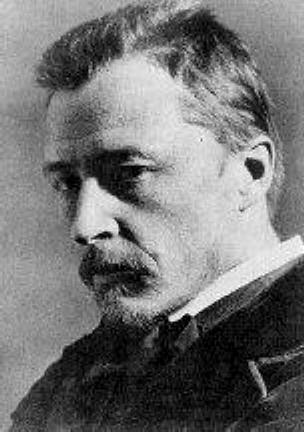
Hugo Wolf (1860-1903)

L’Italienisches Liederbuch (Livre de chansons italiennes) est formé de deux recueils de lieder de Hugo Wolf, dont le premier paraît en 1891 et le second en 1896.
Les textes des lieder, adaptés de récits ou de chansons populaires, sont signés par l'écrivain allemand Paul Heyse, lauréat du prix Nobel de littérature en 1910.

## Les deux recueils

### Premier recueil
1. "Auch kleine Dinge"
2. "Mir ward gesagt, du reisest in die Ferne"
3. "Ihr seid die Allerschönste"
4. "Gesegnet sei, durch den die Welt entstund"
5. "Selig ihr Blinden"
6. "Wer rief dich denn?"
7. "Der Mond hat eine schwere Klag' erhoben"
8. "Nun laß uns Frieden schließen"
9. "Daß doch gemalt all' deine Reize wären"
10. "Du denkst mit einem Fädchen"
11. "Wie lange schon war immer mein Verlangen"
12. "Nein, junger Herr"
13. "Hoffärtig seid Ihr, schönes Kind"
14. "Geselle, woll'n wir uns in Kutten hüllen"
15. "Mein Liebster ist so klein"
16. "Ihr jungen Leute"
17. "Und willst du deinen Liebsten sterben sehen"
18. "Heb' auf dein blondes Haupt"
19. "Wir haben beide"
20. "Mein Liebster singt"
21. "Man sagt mir, deine Mutter woll' es nicht"
22. "Ein Ständchen Euch zu bringen"

### Second recueil
1. "Was für ein Lied soll dir gesungen werden"
2. "Ich esse nun mein Brot nicht trocken mehr"
3. "Mein Liebster hat zu Tische mich geladen"
4. "Ich ließ mir sagen"
5. "Schon streckt' ich aus im Bett die müden Glieder"
6. "Du sagst mir daß ich keine Fürstin sei"
7. "Wohl kenn' ich Euren Stand"
8. "Laß sie nur geh'n"
9. "Wie soll ich fröhlich sein"
10. "Was soll der Zorn"
11. "Sterb' ich, so hüllt in Blumen meine Glieder"
12. "Und steht Ihr früh am Morgen auf"
13. "Benedeit die sel'ge Mutter"
14. "Wenn du, mein Liebster, steigst zum Himmel auf"
15. "Wie viele Zeit verlor' ich"
16. "Wenn du mich mit den Augen streifst"
17. "Gesegnet sei das Grün"
18. "O wär' dein Haus durchsichtig wie ein Glas"
19. "Heut' Nacht erhob ich mich um Mitternacht"
20. "Nicht länger kann ich singen"
21. "Schweig' einmal still"
22. "O wüßtest du, wie viel ich deinetwegen"
23. "Verschling' der Abgrund"
24. "Ich hab' in Penna einen Liebsten wohnen"

## Lieder fameux
Parmi les plus vantés de ces lieder, on citera :
- Nun lass uns Frieden schliessen (Maintenant faisons la paix) : mélodie sereine, accompagnement berceur[2].
- Auch kleine Dinge (Même de petites choses) : Exemples de petites choses qui peuvent plaire (perles, olives, roses) : charme, sentiment de paix[3].
- Mein Liebster singt am Haus im Mondenscheine (Mon amoureux chante devant la maison au clair de lune) : Une jeune fille se désole d'être enfermée dans sa chambre pendant que son amoureux lui donne une sérénade. « Poème et mélodie très dramatiques, tandis que le piano joue une sérénade dansante comme une mazurka de Chopin. La réussite de ce contrepoint sentimental est magistrale[4]. »
- Schon streckt'ich aus im Bett (Dès que je m'allonge dans mon lit) : Dès que je me couche, ta vision m'apparaît, alors je me lève, je joue du luth à travers la ville et le vent emporte ma chanson. Après un début suggérant la lassitude de l'homme qui se couche, la partie de piano évoque la poésie nocturne de la sérénade[5].
- O wär' dein Haus durchsichtig wie ein Glas (Oh si ta maison était transparente comme du verre) : La mélodie est un récitatif très expressif, l'accompagnement tire un parti étonnant d'une petite figure cristalline[6].